# Camponotus gouldi
Camponotus gouldi é uma espécie de inseto do gênero Camponotus, pertencente à família Formicidae.